# Secamonopsis microphylla
Secamonopsis microphylla är en oleanderväxtart som beskrevs av L. Civeyrel och J. Klackenberg. Secamonopsis microphylla ingår i släktet Secamonopsis och familjen oleanderväxter. Inga underarter finns listade i Catalogue of Life.